# Quan (tiền)
Quan (chữ Nho: 貫, âm là "quán") là một đơn vị tiền tệ cổ của Việt Nam dùng đến đầu thế kỷ 20.

## Lịch sử
Kể từ thời nhà Lê thì một quan là 10 tiền. Một tiền quý (tức cổ tiền) là 60 đồng tiền nên một quan là 600 đồng. Tỷ số này áp dụng trong mọi hối đoái giữa dân chúng và chính quyền như tiền nộp sổ để thí sinh đi thi, thuế má...
Trong khi đó nếu chi tiêu trong dân chúng thì hay dùng tiền gián (tức sử tiền) với một quan chỉ có 360 đồng tiền gián.
Hệ thống đơn vị này từ đó được dùng ổn định trong các đời vua sau, qua nhà Mạc, thời Lê trung hưng tới khi nhà Nguyễn chấm dứt, nghĩa là trong hơn 500 năm, đến lúc chế độ phong kiến Việt Nam kết thúc.

## Khác biệt với Trung Hoa
Trong khi các triều đại Việt Nam từ thời nhà Hậu Lê trở đi định giá một quan tiền quý là 600 đồng thì bên Trung Hoa một quan tiền là 1000 đồng và lệ hối đoái là một quan tiền có giá trị bằng một lạng bạc ròng.

## Văn học
Đơn vị quan tiền xuất hiện trong ca dao Việt Nam và cả văn chương như bài xướng họa giữa Hồ Xuân Hương và Chiêu Hổ.
Ca dao Việt Nam thì nhắc đến người nội trợ đi chợ:
Một quan tiền tốt mang đi
Nàng mua những gì mà tính chẳng ra
Thoạt tiên mua ba tiền gà...
Nguyễn Bính viết trong Giấc mơ anh lái đò:
Lang thang tôi dạm bán thuyền,
Có người trả chín quan tiền, lại thôi!